# Ruby Diamond
Ruby Pearl Diamond (Tallahassee, 1 de septiembre de 1886-Tallahassee, 8 de marzo de 1982) fue una empresaria y filántropa estadounidense de Tallahassee, Florida, conocida por su apoyo a una amplia gama de causas benéficas, especialmente la igualdad racial, la vida judía y la Universidad Estatal de Florida. A lo largo de su vida, se ganó la reputación de ser una persona de negocios «astuta».

## Familia
Ruby Pearl Diamond era de una familia judía. Al concluir la guerra de Secesión, sus abuelos, Robert Williams y Helena Dzialynsky, se mudaron con sus cinco hijas de Jasper a Tallahassee. La familia tenía cierta riqueza y abrió una tienda antes de comprar tres plantaciones para la producción de algodón.
El Weekly Floridian apodó a Williams el «rey de los judíos» en Tallahassee. Donó una Torá a la pequeña comunidad judía. Sus cinco hijas se casaron con hombres judíos.
La hija de Williams, Henrietta, se casó con Julius Diamond, un comerciante de Tallahassee y comisionado de la ciudad en 1879. Diamond había emigrado de Prusia después de la guerra de Secesión y fue uno de los primeros comerciantes de Tallahassee, propietario de varios edificios en el centro de la ciudad, una empresa de seguros y tierras de cultivo.
Henrietta y Julius Diamond tuvieron dos hijos. Sydney Hamilton nació en 1883 y Ruby Pearl en 1886. Sydney se convirtió en un conocido abogado de Tallahassee.

## Educación

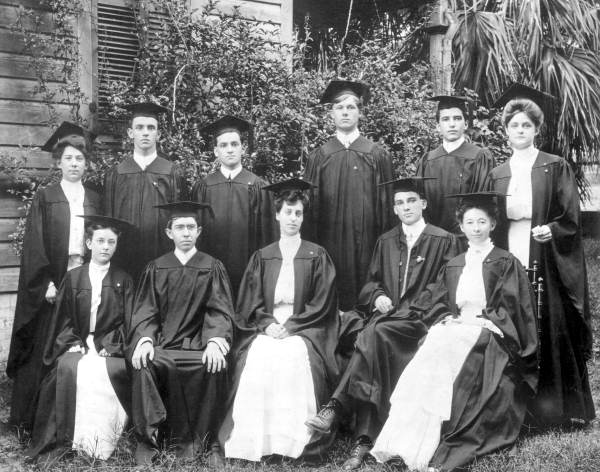
Diamond se encuentra entre sus compañeros de clase en esta fotografía de la clase de graduados del Florida State College de 1905.

En 1905, se graduó en el Florida State College (rebautizado Florida State College for Women en 1905, y luego Florida State University en 1947), obteniendo un título en química. Su clase de graduación tenía 11 estudiantes, divididos casi equitativamente entre mujeres y hombres. A pesar de tener una licenciatura, Diamond dijo una vez que «no le enseñaron a hacer nada bendito en la tierra excepto sonreír».

## Últimos años
Tras la muerte de su padre en 1914, heredó la tienda mercantil familiar, la casa familiar y otras propiedades en el centro de Tallahassee. Vendió la tienda, pero conservó y administró los bienes raíces y los edificios del centro durante varias décadas. Tras la muerte de su madre en 1924, la casa familiar fue vendida. Ruby se mudó al Hotel Floridan después de su apertura en 1927. Durante muchos años, el hotel fue el hotel más nuevo, más grande y preferido de Tallahassee. Muchos legisladores estatales se alojaron allí durante las sesiones legislativas. Una broma común era que la mayor parte de los negocios de Florida se desarrollaban en el Floridan que en el Capitolio. Vivió allí hasta 1978. Cuando el Floridan cerró, Diamond se mudó al Hotel Hilton, donde permaneció hasta su muerte en 1982.
Entre los invitados a su fiesta de cumpleaños número 90 se encontraban el gobernador de Florida, Reubin Askew, el senador estadounidense Richard Stone y el fiscal general de Florida, Robert L. Shevin.

## Filantropía

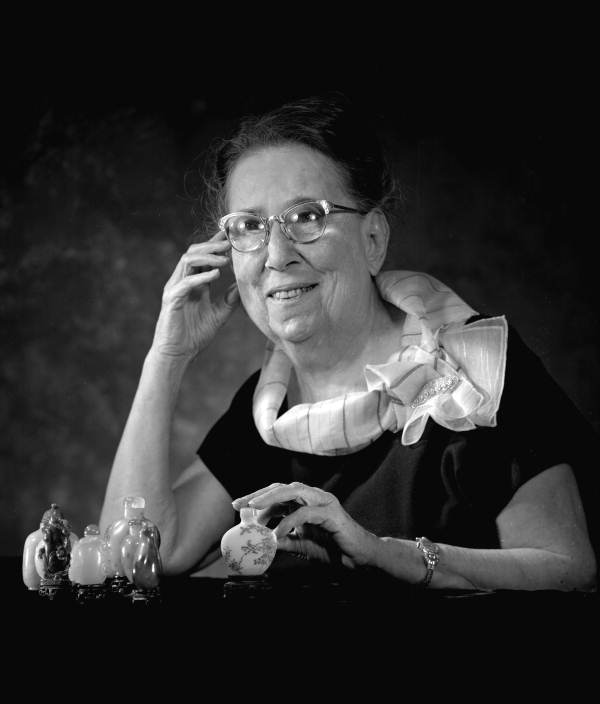
Retrato de Diamond en 1969 con su colección de botellas de rapé.

Durante su vida, fue conocida por ser una generosa filántropa, contribuyendo a al menos treinta y siete organizaciones. Las contribuciones se destinaron a programas de educación infantil, al Ejército de Salvación, a hogares de ancianos, a hospitales, a organizaciones benéficas para negros, a instituciones de investigación, y al Templo Israel de Tallahassee.
Fue una importante benefactora de la Universidad Estatal de Florida, donando propiedades por un valor de seis cifras durante los años 1970 y 1980, que dotaron parcialmente una cátedra en la Escuela de Educación. También estableció dos becas para académicos desfavorecidos y donó dinero a la Asociación de Antiguos Alumnos y al Departamento de Investigación, Desarrollo y Fundaciones Educativas. Fue colaboradora del Century Club en el Fondo de Desarrollo de la Fundación de la Universidad Agrónoma y Mecánica de Florida.
En 1970, la Universidad Estatal de Florida nombró al auditorio más grande del campus como el Auditorio Ruby Diamond. Tras una renovación de $38 millones de dólares, en 2010 pasó a llamarse Ruby Diamond Concert Hall. Designado como el lugar principal de espectáculos de la Universidad Estatal de Florida, se encuentra en el primer piso del Edificio Westcott.

### Fundación Ruby Diamond
Legó su patrimonio a la Fundación Ruby Diamond, un fideicomiso benéfico para continuar apoyando a 24 entidades sin fines de lucro. En 2022, desde que comenzó a donar en 1984, la fundación había distribuido más de $6 millones.

## Vida personal

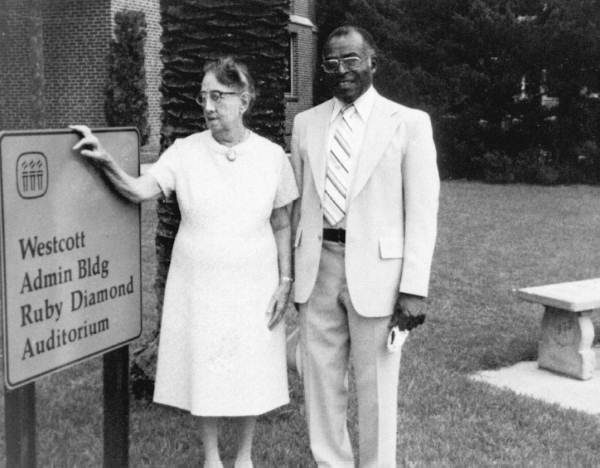
Ruby Pearl Diamond junto a su chofer y amigo, «Smiley» Bruce.

Era conocida por sus amigos como «Miss Ruby». Estuvo comprometida dos veces, pero nunca se casó.  Los periódicos afirmaron que ambos prometidos murieron antes de que pudieran celebrarse los matrimonios.
A lo largo de su vida, empleó a un chofer y un cuidador, ambos negros, lo que le valió una comparación con Miss Daisy, de la obra de 1987 Driving Miss Daisy, otra mujer judía soltera y rica. También la compararon con Gertrude Weil de Goldsboro (Carolina del Norte). Ambas eran mujeres progresistas de finales del siglo XIX, de clase alta, con educación universitaria, solteras y reconocidas filántropas que vivieron en su ciudad natal durante toda su larga vida. Mientras que Weil parecía ser más liberal y era más conocida a nivel regional y nacional, Diamond era algo excéntrica, pero considerada particular a su región.
En 1945, inició un proyecto al que llamó Diamond vegetable basket («Cesta de verduras de Diamond»). Cada año, proporcionaba un cupón para fertilizantes y semillas de hortalizas a cada beneficiario de asistencia social en el condado de León. Afirmó: «A las personas mayores les da una sensación de bienvenida y seguridad a la hora de comer cuando se les dice que las verduras proceden de su propio huerto». La inspiración le llegó de su padre, que fue presidente de la comisión del condado de León durante diez años. Julius Diamond proporcionó semillas de hortalizas a los agricultores de la zona.
Fue miembro vitalicio de la Asociación de Antiguos Alumnos del Estado de Florida, la Sociedad Histórica de Florida, el Club de Mujeres de Tallahassee, la Sociedad Protectora de Animales del Condado de Tallahassee-León y la Asociación Numismática Unida de Florida. Fue miembro activo del Oleander Garden Circle, la Sociedad Histórica de Tallahassee, la Fundación de Arte LeMoyne y el Museo Júnior de Tallahassee.
Era filatelista y numismática. También fue activa políticamente y luchó por la igualdad racial y la reducción de impuestos.
Ruby y Sydney Diamond se unieron a otros miembros de la comunidad judía para fundar el Templo Israel en 1937. Ella y su fundación fueron los mayores contribuyentes al templo.